# Imatge per ressonància magnètica
La imatge per ressonància magnètica (IRM) és principalment una tècnica d'imatge mèdica comunament utilitzada en radiologia per a visualitzar l'estructura interna i el funcionament del cos. La RM proporciona un contrast molt més gros entre els diferents teixits tous del cos que el que té la tomografia computada (TC), pel que és especialment útil en neurologia (cervell), aparell musculoesquelètic, sistema cardiovascular, i detecció i seguiment de càncers (oncologia). A diferència de la TC, no fa servir radiació ionitzant sinó un potent camp magnètic per a alinear la magnetització nuclear dels àtoms d'hidrogen (normalment) en l'aigua del cos. Els camps de radiofreqüència (RF) s'utilitzen per a alterar sistemàticament l'alineació d'aquesta magnetització i provoquen que els nuclis d'hidrogen produeixin un camp magnètic de rotació detectable per l'escàner. Aquest senyal pot ser manipulat per altres camps magnètics per a obtenir prou informació per a construir una imatge del cos. De la mateixa manera que es fa en TC, es pot fer servir contrast per a completar un examen i veure més coses, com en el cas de l'angiografia per resonància magnètica, que permet veure els vasos sanguins.
La ressonància magnètica és una tecnologia relativament nova. La primera imatge de RM es va publicar el 1973 i la primera imatge d'una secció transversal d'un ratolí viu es va publicar el gener de 1974. Els primers estudis realitzats en humans van ser publicats el 1977. En comparació, la primera radiografia en un ésser humà va ser presa el 1895.
La imatge per ressonància magnètica va ser desenvolupada a partir dels coneixements adquirits en l'estudi de la ressonància magnètica nuclear.

## Història
El 1952, Herman Carr produí una imatge de ressonància magnètica d'una sola dimensió, tal com recull la seva tesi de doctorat a Harvard. En la Unió Soviètica, Vladislav Ivanov va presentar (en 1960) un document al Comitè Estatal de l'URSS d'Invencions i Descobriments a Leningrad per a un dispositiu d'imatge de ressonància magnètica, encara que no va ser aprovat fins al 1970.
El fenomen de «ressonància magnètica nuclear» (RMN) va ser descobert en 1946 de manera independent per Felix Bloch en Stanford i per Edward Mills Purcell a Harvard, tots dos científics van ser guardonats amb el Premi Nobel de Física en 1952.
En 1949 Erwin Hahn, físic americà, va descobrir el fenomen eco d'espín en ressonància magnètica.
Posteriorment, en 1960 Richar Ernest i Weston Anderson, aplicant transformades de Fourier van aconseguir augmentar la velocitat d'obtenció d'escàners de ressonància magnètica nuclear utilitzant diversos radis curts de polsos. Aquesta troballa va aconseguir millorar la sensibilitat i resolució de RMN, i va fer que tant l'espectropia de RMN i la IRM poguessin ser realment pràctics i comercialment factibles.
En 1971, Godfrey Hounsfield va revolucionar la medicina amb la creació del primer tomògraf. El seu invent ho va fer mereixedor del premi Nobel de Fisiologia en 1979 i és considerat per molts com un dels invents més importants del segle xx.
En 1972 Paul C. Lauterbur va descobrir la possibilitat de crear imatges en dues dimensions introduint gradients a camps magnètics. Analitzant les característiques de les transmissions de les ones de ràdio podia determinar el seu origen. Aquest fet va fer possible que es poguessin construir imatges en dues dimensions que no podien ser visualitzats d'una altra manera. Aquest mateix any Peter Mansfield va continuar la recerca i desenvolupament de la utilització de gradients en camps magnètics. Va demostrar, que els senyals podien ser analitzades matemàticament, la qual cosa va fer possible desenvolupar una tècnica d'imatge útil. A més, Mansfield va demostrar l'extremadament ràpid que era les tècniques d'imatge. Això es va convertir tècnicament possible una dècada més tard. En 1976 Peter Mansfield va prendre la primera imatge de ressonància magnètica d'un dit amputat. Tant Paul C. Lauterbur com Peter Mansfield van rebre el premi Nobel en Fisiologia i Medicina en 2003.
En 1990 Seiji Ogawa va utilitzar el contrast dependent del nivell d'O2 a la sang. Avui dia les imatges per ressonància magnètica són utilitzades mundialment en el camp de la medicina per al diagnòstic, seguiment i per a poder determinar el tractament de malalties.

## Funcionament

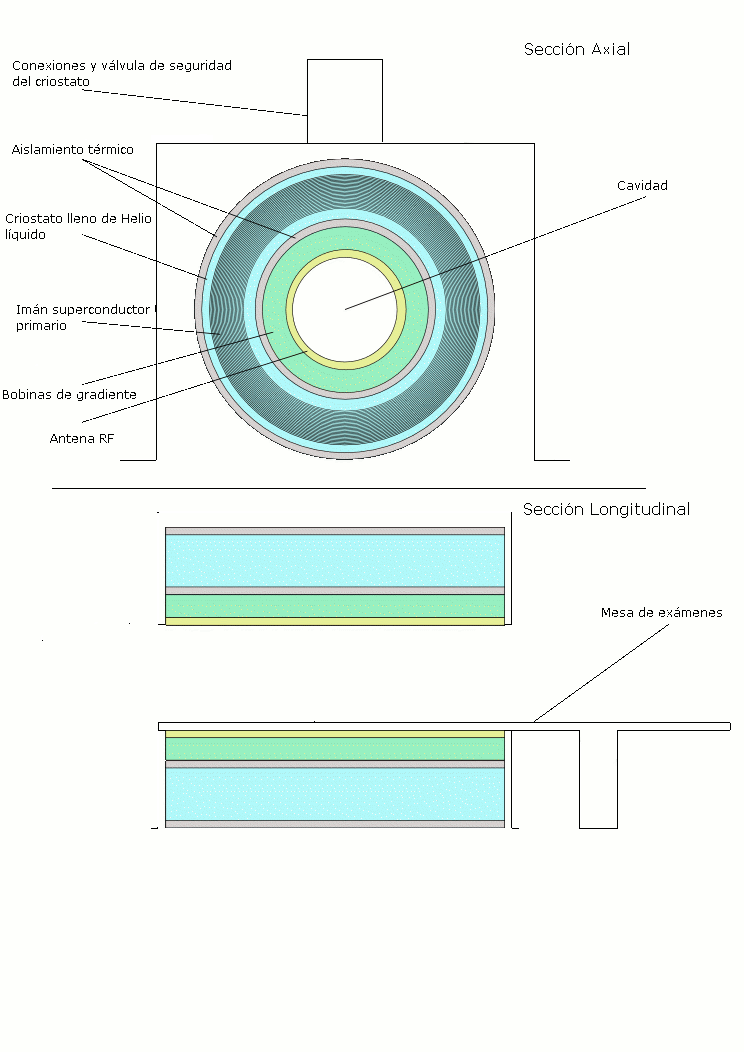
Esquema d'una unitat d'IRM d'imant superconductor

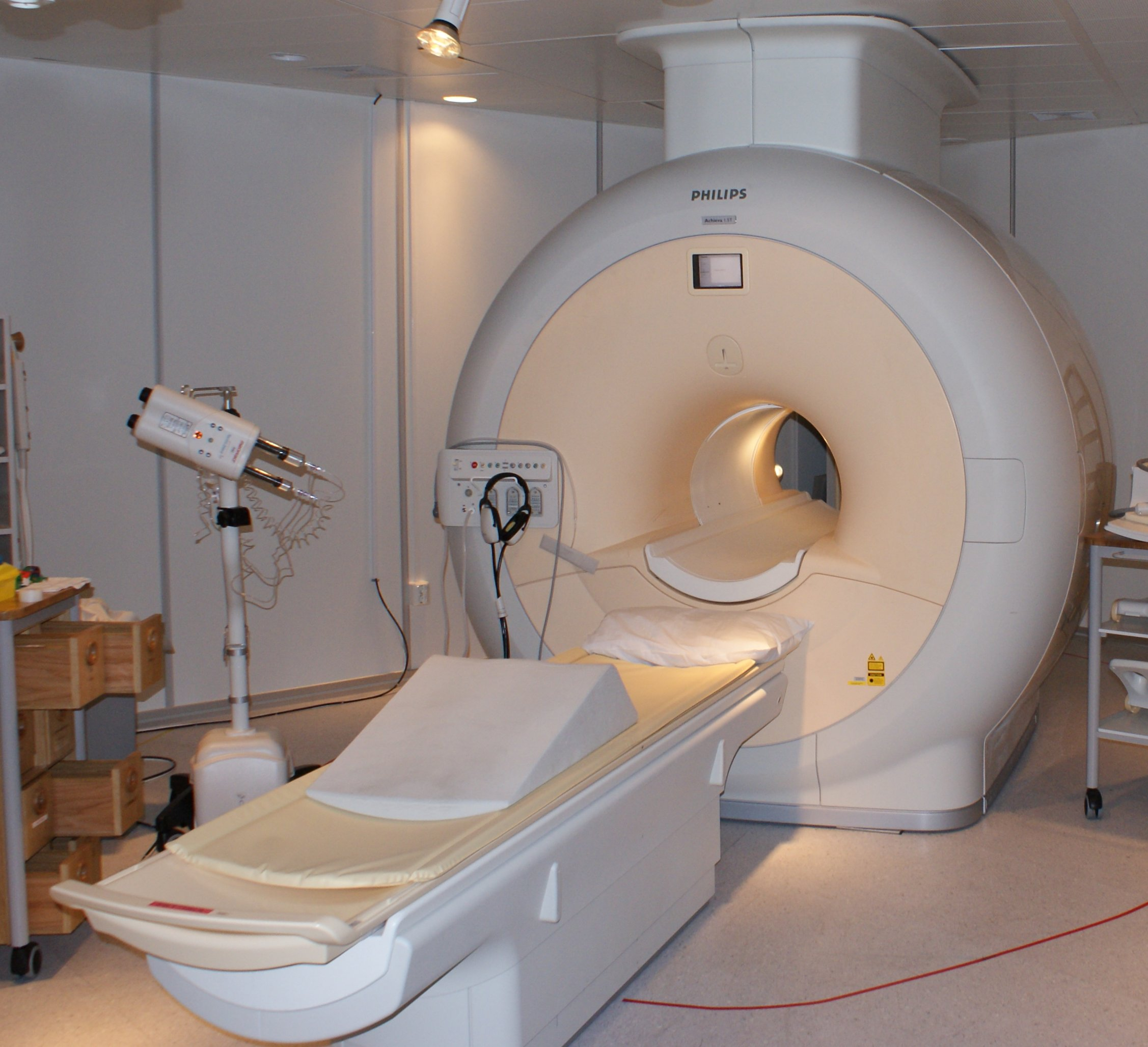
Equip de IRM

Els equips de IRM són màquines amb molts components que s'integren amb gran precisió per a obtenir informació sobre la distribució dels àtoms en el cos humà utilitzant el fenomen de RM. L'element principal de l'equip és un imant capaç de generar un camp magnètic constant de gran intensitat. Actualment, mentre que la majoria dels sistemes opera a 0,5 a 1,5 tesles, els sistemes comercials disponibles estan entre 0,2 T - 7 T. La majoria dels imants clínics són superconductors que requereixen heli líquid. Intensitats de camp més baixes es poden aconseguir amb imants permanents, utilitzats sovint en escàners «oberts» de ressonància magnètica per a pacients claustrofòbics.
El camp magnètic constant s'encarrega d'alinear els moments magnètics dels nuclis atòmics bàsicament en dues direccions, paral·lela (els vectors apunten en el mateix sentit) i antiparal·lela (apunten en sentits oposats). La intensitat del camp i el moment magnètic del nucli determinen la freqüència de ressonància dels nuclis, així com la proporció de nuclis que es troben en cadascun dels dos estats.
Aquesta proporció està governada per les lleis de l'estadística de Maxwell-Boltzmann que, per a un àtom d'hidrogen i un camp magnètic d'1,5 tesles a temperatura ambient, diuen que a penes un nucli per cada milió s'orientarà paral·lelament, mentre que la resta es repartiran equitativament entre tots dos estats, ja que l'energia tèrmica de cada nucli és molt major que la diferència d'energia entre tots dos estats. L'enorme quantitat de nuclis present en un petit volum fa que aquesta petita diferència estadística sigui suficient per a ser detectada.
El següent pas consisteix a emetre la radiació electromagnètica a una determinada freqüència de ressonància (Pols de radiofreqüència o pols RF). A causa de l'estat dels nuclis, alguns dels quals es troben en l'estat paral·lel o de baixa energia canviaran a l'estat antiparal·lel o d'alta energia i, al cap d'un curt període, retornaran al seu estat paral·lel de baixa energia previ, perdent (en forma de fotons) l'energia que havien guanyat. Aquests fotons podran ser detectats usant l'instrumental adequat. Com el rang de freqüències és el de les radiofreqüències per als imants citats, l'instrumental sol consistir en una bobina que actua en lloc d'antena, receptora i transmissora, un amplificador i un sintetitzador de RF.
Pel fet que l'imant principal genera un camp constant, tots els nuclis que posseeixin el mateix moment magnètic (per exemple, tots els nuclis d'hidrogen) tindran la mateixa freqüència de ressonància. Això significa que un senyal que ocasioni una RM en aquestes condicions podrà ser detectada, però amb el mateix valor des de totes les parts del cos, de manera que no existeix informació espacial o informació d'on es produeix la ressonància. Per a resoldre aquest problema s'afegeixen les anomenades bobines de gradient. Cadascuna de les bobines genera un camp magnètic d'una certa intensitat amb una freqüència controlada (per exemple en una part del cos es genera un camp magnètic de 0,5 T, en una altra part 1 T, en una altra part 1,5 T, etc.). Aquests camps magnètics alteren el camp magnètic ja present i, per tant, la freqüència de ressonància dels nuclis. Utilitzant tres bobines ortogonals és possible assignar-li a cada regió de l'espai (en aquest cas regió del cos humà) una freqüència de ressonància diferent, de manera que quan es produeixi una ressonància a una freqüència determinada serà possible determinar la regió de l'espai de la qual prové.
En comptes d'aplicar tres gradients diferents que estableixin una relació única entre freqüència de ressonància i punt de l'espai, és possible utilitzar diferents freqüències per a les bobines de gradient, de manera que la informació queda codificada en espai de fases (es poden veure imatges en corts sagitals, coronals i axials). Aquesta informació pot ser transformada en posicions espacials utilitzant la transformada de Fourier discreta.

## Comparació amb la tomografia computeritzada
Entre els avantatges: 
- Gran nitidesa d'imatges de les parts toves, sense fer servir contrast radiològic.
- No suposa cap radiació ionitzant.

Entre els inconvenients: 
- No es pot realitzar en pacients portadors de cossos metàl·lics (pròtesis, material d'osteosíntesi), encara que avui dia cada vegada més dispositius mèdics implantables són compatibles amb la IRM.
- Major durada de l'exploració, i en ser un aparell voluminós més fàcilment pot produir claustrofòbia.
- Major cost dels aparells.

| So d'una Unitat MRI |
|                     |
|                     |
|                     |

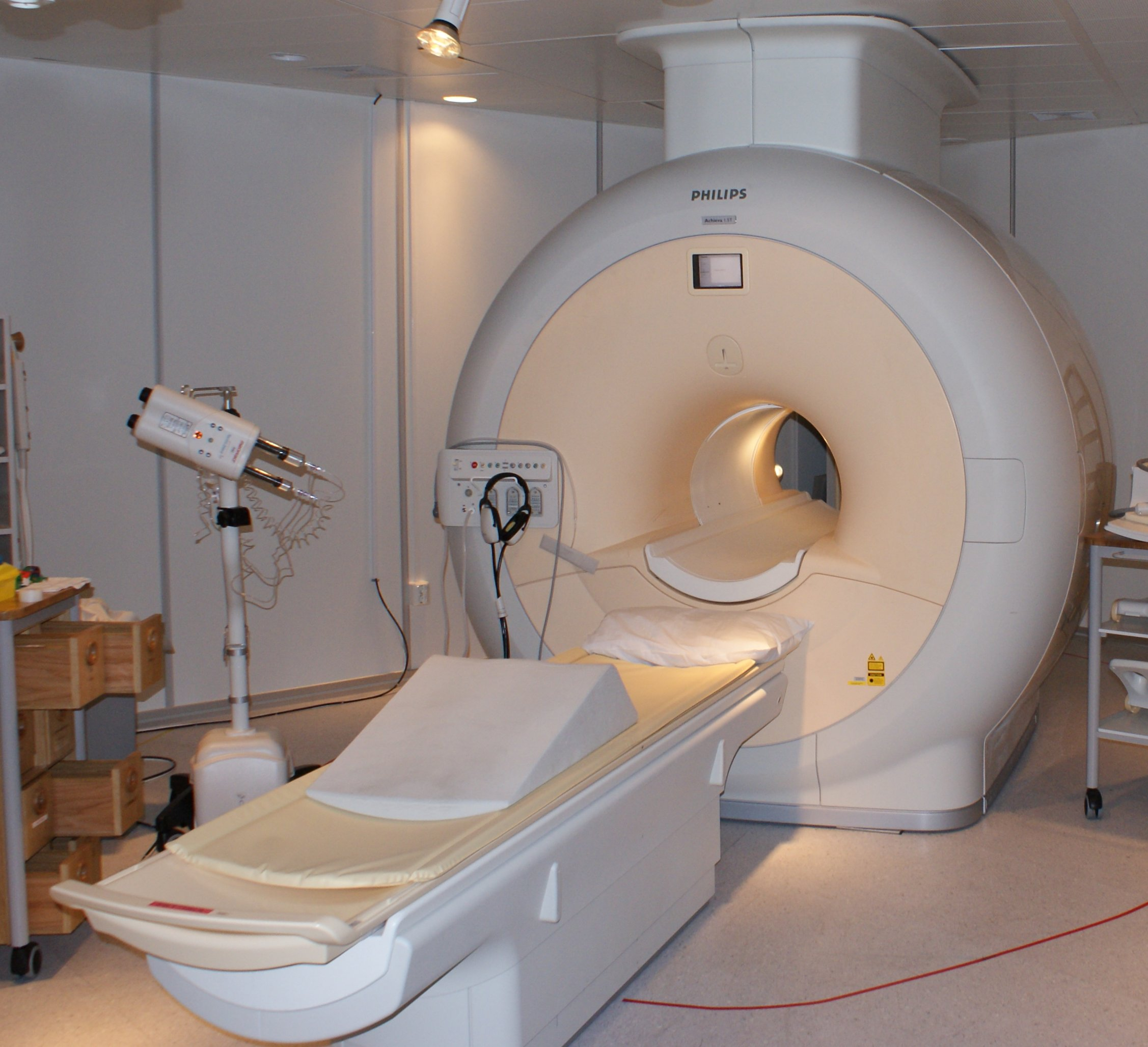
Equip d'IRM
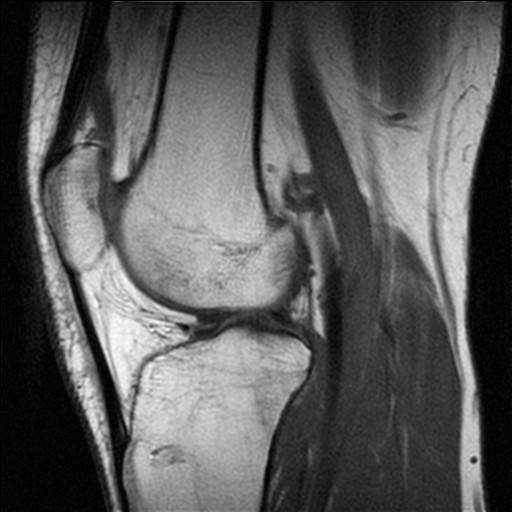
Imatge sagital per RM del genoll
Tall parasagital del cap, amb imatges artefactades (el nas i el front apareixen també darrere del cap)
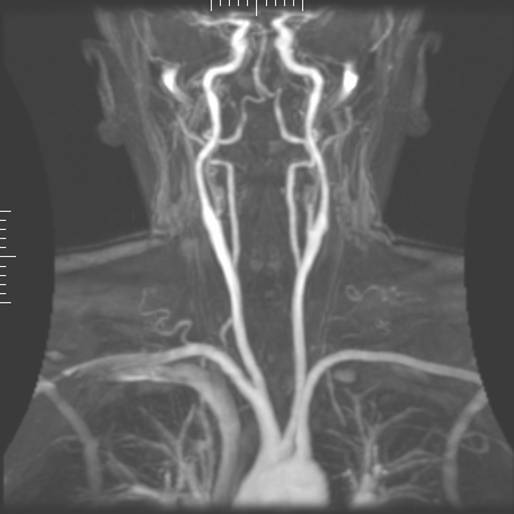
Angiografia per resonància magnètica amb injecció de gadoloini
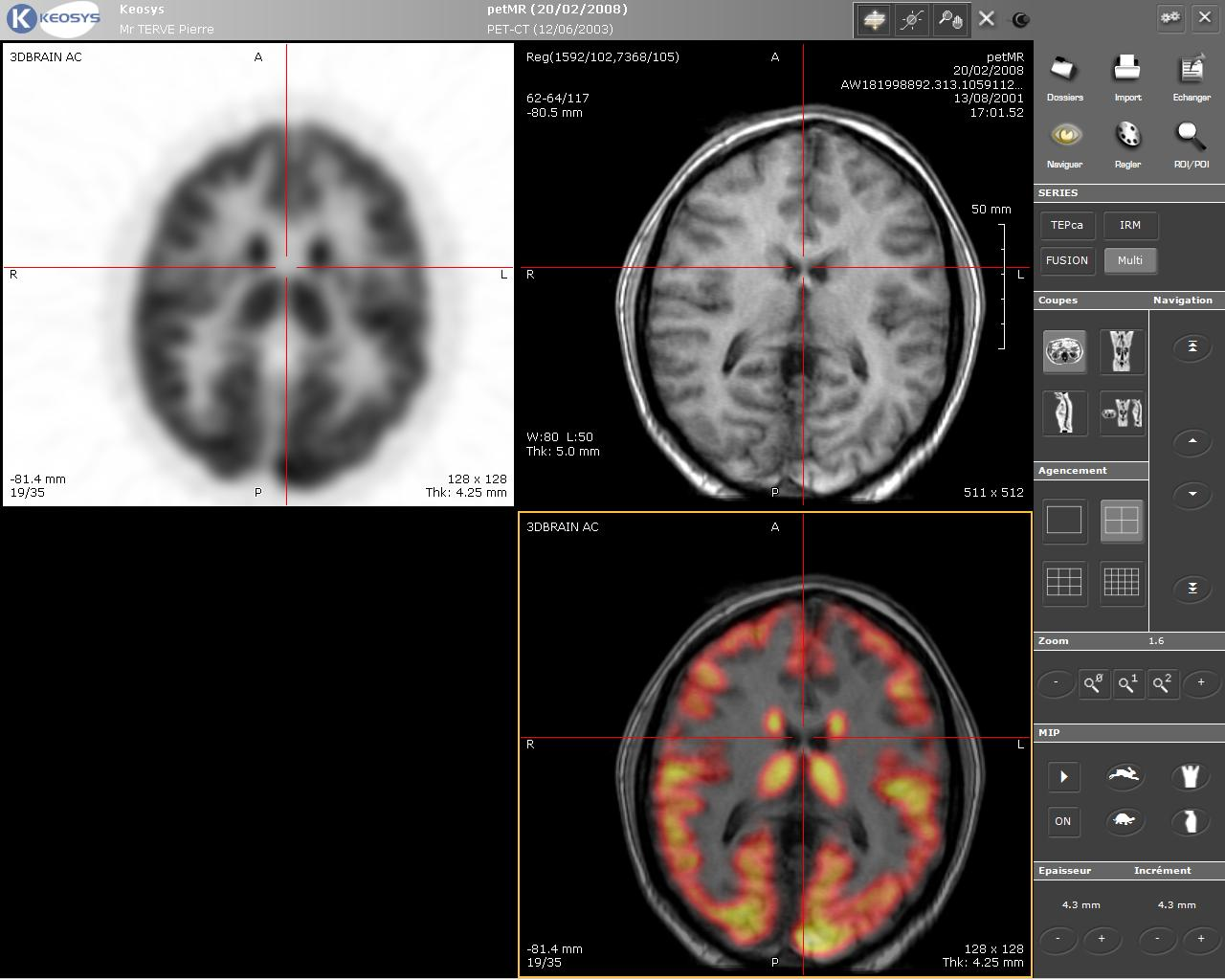
Imatge combinada de RM i PET d'un tall axial del crani
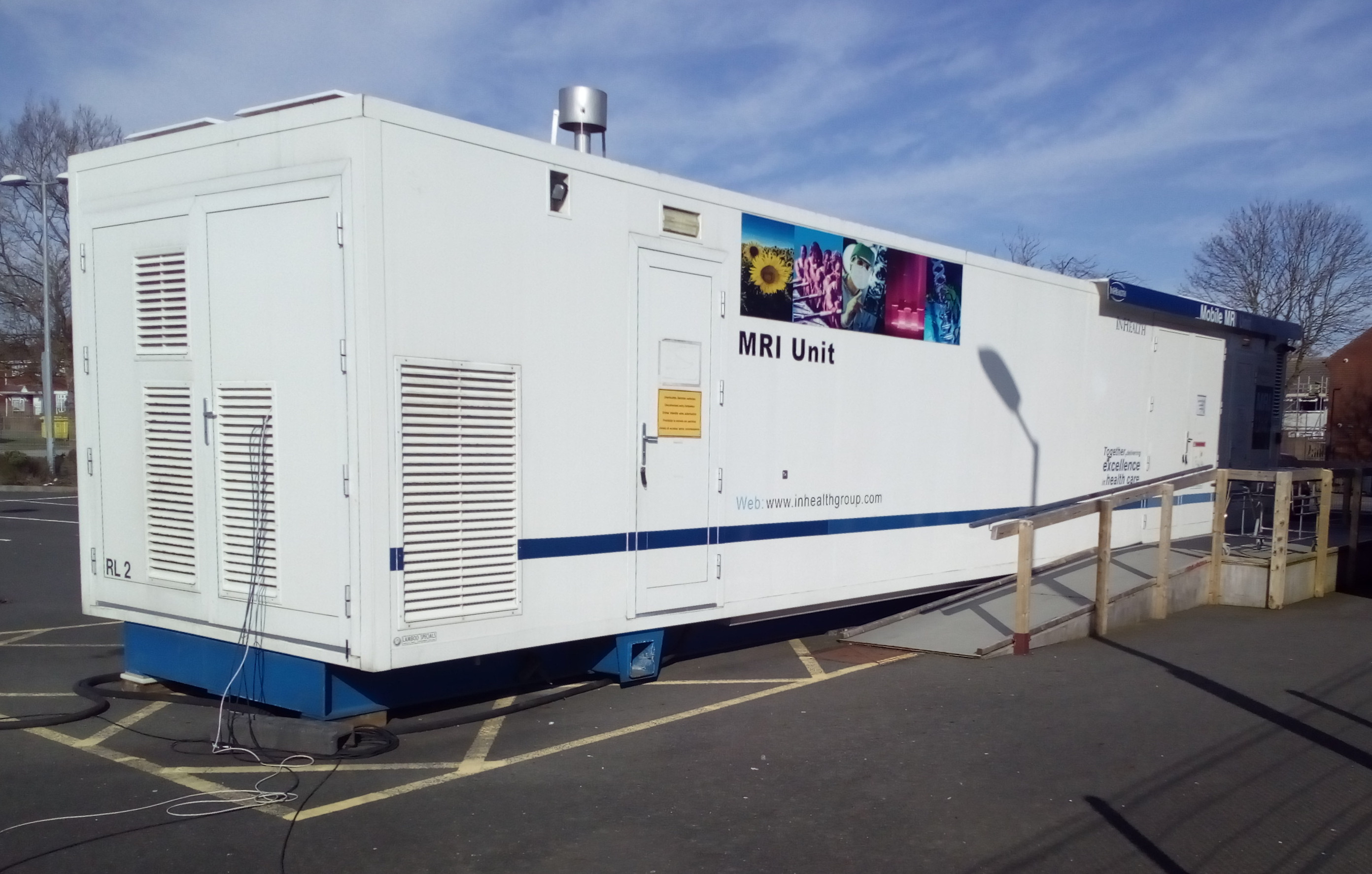

## Aplicacions

### Ressonància Magnètica Funcional
És una tècnica de neuroimatge amb la qual es pot visualitzar quines àrees del cervell s'activen quan els individus examinats realitzen una determinada tasca cognitiva. La imatge s'obté:
1. L'individu s'introdueix en un aparell de ressonància magnètica i se li fa un escànner mentre fa algun tipus d'activitat que es vol analitzar, p. ex., visualitzar en una pantalla exercicis matemàtics.
2. Es demana a la persona estudiada que es concentri en el càlcul. Es realitzen repetits exercicis a fi de poder determinar les àrees cerebral associades a la tasca de calcular. També es comparen els resultats de l'escànner amb els obtinguts quan la persona fa exercicis matemàtics i està, per exemple, descasant.
3. L'augment d'activitat neural provoca una major demanda d'oxigen, i el sistema vascular reacciona augmentant la quantitat d'hemoglobina oxigenada amb relació a l'hemoglobina desoxigenada. Com que l'hemoglobina desoxigenada atenua el senyal, la resposta vascular es tradueix en un augment del senyal en aquelles zones on existeix més aportació d'hemoglobina oxigenada per existir una major demanda d'oxigen. És el que s'anomena "increment del senyal BOLD" (de blood-oxygen-level dependent).
4. L'aparell escaneja el cervell en capes i el divideix en petits cubs. Un programa informàtic determina, per cada un d'aquests cubs, si l'activitat cerebral que manifesta la persona durant el càlcul matemàtic és diferent a la que presenta quan està descansant. En el cas que així sigui, s'acoloreix el punt corresponent al cub. D'aquesta manera, es crea una reconstrucció tridimensional de l'activitat del cervell.

Per tant, la imatge obtinguda és una estimació del canvi en l'oxigen consumit durant una determinada activitat amb relació, per exemple, al repòs. En ser una anàlisi transversal en el temps, no és possible determinar si els canvis en el senyal BOLD són la causa de l'activitat realitzada o una conseqüència.

## Durant un escàner
A mesura que s'utilitzen imants, és realment necessari que no hi hagi objectes metàl·lics en l'escàner. El metge li demanarà al pacient que retiri els seus accessoris metàl·lics que puguin interferir amb la màquina. És probable que una persona no pugui fer-se una ressonància magnètica si té algun metall dins del seu cos, com a cossos estranys metàl·lics (bales) o implants mèdics. Les persones que estan nervioses o atabalades pels espais tancats han d'informar el seu metge. Sovint se'ls pot donar medicaments abans de la ressonància magnètica per a ajudar al fet que el procediment sigui més còmode. Una vegada en l'escàner, el tècnic de MRI es comunicarà amb el pacient a través de l'intercomunicador per a assegurar-se que se senti còmode. Durant l'escaneig, és vital romandre quiet. Qualsevol moviment interromprà les imatges, igual que una càmera que intenta prendre una foto d'un objecte en moviment. Depenent de les imatges, a vegades pot ser necessari que la persona contingui la respiració. El pacient sentirà sorolls forts i estridents que vindran de l'escàner. Això és perfectament normal. Si el pacient se sent incòmode durant el procediment, pot parlar amb el tècnic de ressonància magnètica a través de l'intercomunicador i sol·licitar que es detingui l'exploració.